# Don Gato: El inicio de la pandilla
Don Gato: El Inicio de la Pandilla és una pel·lícula mexicana-índia d'animació per CGI de l'any 2015, dirigida per Andrés Couturier. Va ser produïda per Ánima Estudios, productora també de sèries com El Chavo Animado. La pel·lícula està basada en la sèrie dels anys 60, Top Cat, creació de Hanna-Barbera. Aquesta pel·lícula és una preqüela de la sèrie, pel fet que la seva trama principal és la formació de la colla de Don Gato. És la segona pel·lícula del 2015 produïda per Ánima Estudios, com a també es refereix a ser el segon llargmetratge de l'estudi usant la tècnica d'animació per computadora i la segona vegada que estrena dues pel·lícules en el mateix any. Es considera com la pitjor de la franquícia per les trames i història que deixen negatiu a les poques vistes al cinema.
Va ser nominada per als Premis Platino com a Millor Pel·lícula d'Animació l'any 2016.
A causa de la defunció de Jorge Arvizu en 2014 ja no va poder interpretar a Benito i Cucho sent reemplaçat per un altre actor de doblatge, per la qual cosa la pel·lícula va estar dedicada en la seva memòria.

## Repartiment
| Personatge            | Actor original | Actor de doblatge |
| --------------------- | -------------- | ----------------- |
| Don Gato              | Jason Harris   | Raúl Anaya        |
| Oficial Carlos Matute | Bill Lobley    | Octavio Rojas     |
| Benito                | Chris Edgerly  | Mauricio Pérez    |
| Cucho                 | Jason Harris   | Mauricio Pérez    |
| Demóstenes            | Jason Harris   | Jesús Guzmán      |
| Espanto               | Ben Diskin     | Mario Filio       |
| Panza                 | Matthew Piazzi | Gerardo Alonso    |

## Producció
Després de l'èxit de Don Gato y su Pandilla el 2011, els cineastes d'Ánima Estudios van començar el desenvolupament d'una altra pel·lícula basada en la propietat d'Hanna-Barbera, però amb la idea d'una història d'origen. El dibuix original Top Cat, que fou emès per ABC de 1961 a 1962, va guanyar una popularitat massiva a Llatinoamèrica durant la seva emissió, principalment a causa del doblatge i la traducció ben realitzats de l'espectacle. La pel·lícula va estar en desenvolupament durant 10 mesos. Tot i que expressaven la seva "confiança", aconseguir els drets d'una propietat de Hanna-Barbera va ser difícil per als productors. Els drets de la companyia per desenvolupar una pel·lícula basada en Top Cat s'havien aconseguit anteriorment per a la pel·lícula Don Gato y su Pandilla el 2011, de manera que Warner Bros., l'actual propietari de totes les propietats d'HB, ha mantingut la mateixa "confiança" de treball amb l'estudi d'animació mexicà. El productor Jose C. García de Letona va qualificar la pel·lícula "una feina de persuasió i persistència", ja que també va afirmar que la companyia "coneix i entén el personatge".
El director Andrés Couturier, que també ha dirigit una altra adaptació cinematogràfica d'una propietat d'animació clàssica, Kung-Fu Magoo basada en Mr. Magoo, s'ha implicatt per dirigir la pel·lícula de preqüela d'animació ja que ha crescut veient el dibuix animat original Hanna-Barbera, afirmant que el personatge l'ha "influït". "Algunes persones diuen que el [personatge] de Don Gato (Top Cat) d'aquesta pel·lícula s'assembla molt a mi, [i] crec que m'hi assembla molt perquè tota la meva infància va estar molt influenciada pel personatge, així que vaig a treballar amb un personatge que va estar amb tu durant tota la teva infància [que] és increïble", va dir Couturier.

### Animació
A diferència de la pel·lícula anterior, que es va animar en 2D Adobe Flash, la pel·lícula es va animar completament en imatges generades per ordinador, segons el productor José García de Letona. La producció d'animació és gestionada per Discreet Arts Productions a Índia, que prèviament va col·laborar amb el projecte CG anterior d'Ánima, Guardians of Oz.
El procés d'animació va ser un pas "important" per a tota l'empresa. El productor Garcia de Letona ha admès que, malgrat l'interès de l'estudi per les produccions d'animació en 2D, volien arribar a un mercat més ampli centrat en la distribució de CG. "[És] un estil que crida l'atenció dels distribuïdors", va dir.
Rafael González, director d'art de la pel·lícula, va afirmar que l'animació de la pel·lícula era un "repte" a causa de la transició total de la producció a la CG. "Va ser un repte [.] m'ha semblat important preservar l'essència gràfica i estètica de la sèrie original [-] que el personatge seguia sent Don Gato (Top Cat) tot i haver estat traduït a aquest nou univers volumètric" va dir González. González, que també va treballar per a la pel·lícula anterior, no coneixia el dibuix original en aquell moment, però reconeixia la popularitat entre Amèrica Llatina i els Estats Units. "No vaig veure la sèrie en aquell moment [.] Sabia que estava emesa, però crec que era molt petit", va dir. González també va afegir que ell, "va tenir una gran oportunitat a la primera pel·lícula, [on] vaig haver de fer art conceptual, que és un gran orgull. No vaig viure en aquella època de Don Gato (Top Cat), així que va ser el meu torn quan es va obrir l'interès amb la nova pel·lícula i ara, amb 'Don Gato, El inicio de la Pandilla' (Top Cat: The Start of the Gang), estem intentant presentar una nova versió per les noves generacions."

### Guió
El guió de la pel·lícula està escrit per James Krieg (conegut per escriure els programes de televisió Scooby-Doo), Doug Langdale i Jorge Ramírez-Suárez. Per ajudar la trama a coincidir amb la premissa del dibuix animat original, Warner Bros. Animation ha acompanyat amb el procés d'escriptura de la pel·lícula, al quw el productor Garcia de Letona l'anomena "benvinguda i agraïda […] "

### Càsting
Per la versió en anglès, Jason Harris Katz, la veu de Top Cat i d'altres personatges de la primera pel·lícula, ha anunciat a través del seu Twitter que repetirà el seu paper com el mateix personatge. També es va anunciar que els actors de veu Chris Edgerly, Bill Lobley, Hope Levy i David Hoffman també s'han unit al repartiment en anglès.

### Banda sonora
La pel·lícula va ser composta per Leoncio Lara, qui va dir "volíem mostrar l'esperit de l'espectacle original i això significava que la música volíem mantenir aquesta sensació de jazz de Broadway a la pel·lícula, però actualitzar-la perquè s'adapti a l'enfocament cinematogràfic". La pel·lícula també tenia cançons populars i reconeixibles per fer que els nens vegin la pel·lícula.

## Estrena
El tràiler d'estrena mexicana de la pel·lícula es va estrenar l'1 de juliol de 2015, seguit del segon tràiler, llançat el 14 Setembre 2015.
La pel·lícula es va estrenar el 30 d'octubre de 2015 a Mèxic, distribuïda per Warner Bros. Pictures Mexico i confirmada per a la resta d'Amèrica Llatina.
La pel·lícula va seguida d'una estrena al Regne Unit el 27 de maig de 2016, distribuïda per Kaleidoscope Film Distribution i Warner Bros. Pictures UK. "Estem molt emocionats de treballar amb Ánima Estudios, [amb] portar aquest darrer capítol de Top Cat a una audiència mundial", va dir Spencer Pollard, CEO de KFD. "Com a marca líder mundial d'animació, esperem que T.C. i els seus amics arribin a [les] pantalles a tot arreu el 2016." The film's UK release and English-language trailer was released on 8 March 2016.

### Taquilla
El cap de setmana d'estrena a Mèxic, la pel·lícula va debutar al número 3 amb una recaptació bruta de 18,1 milions de pesos (1,09 milions de dòlars dels Estats Units), amb un rendiment més feble que la seva predecessora.
El cap de setmana d'estrena al Regne Unit, la pel·lícula va ser una gran bomba de taquilla, debutant al número 15, liderant amb X-Men: Apocalypse i Alice Through the Looking Glass però només guanya 0,06 milions de lliures (0,1 milions USD).

### Mitjans domèstics
Va ser llançada en DVD als Estats Units el 10 d'octubre de 2017 per Viva Pictures.

### Recepció
La pel·lícula ha rebut crítiques negatives, centrades en l'animació, la direcció, el ritme, l'escriptura i l'humor, però els crítics van elogiar el doblatge i l'esforç de la pel·lícula per reviure els personatges del Top Cat original. A Rotten Tomatoes, la pel·lícula té una valoració del 14%, basada en 7 crítiques, amb una valoració mitjana de 2,90/10.
Carlos Del Río de Cine Premiere va donar a aquesta pel·lícula una qualificació d'1 estrella, dient que la pel·lícula s'ha "tornat a escalfar. [La] pel·lícula Top Cat no aconsegueix apropar-se a l'esperit i l'humor de la sèrie de televisió." Eddie Harrison, escrivint per The List, va donar la pel·lícula 3/5 estrelles, dient: "El felí favorit torna per una animació semblant i sorprenent. Igual que amb primera pel·lícula de Star Trek de J. J. Abrams, hi ha una quantitat raonable de diversió en veure com els personatges icònics es van conèixer originalment... la pel·lícula del director Andrés Couturier redueix sàviament les coses mentre intenta tornar als valors còmics del seu material original." El crític britànic Mark Kermode va ser mordaç, descrivint la pel·lícula com a "terriblem mal de queixals".